# Christian Ludwig Schübler

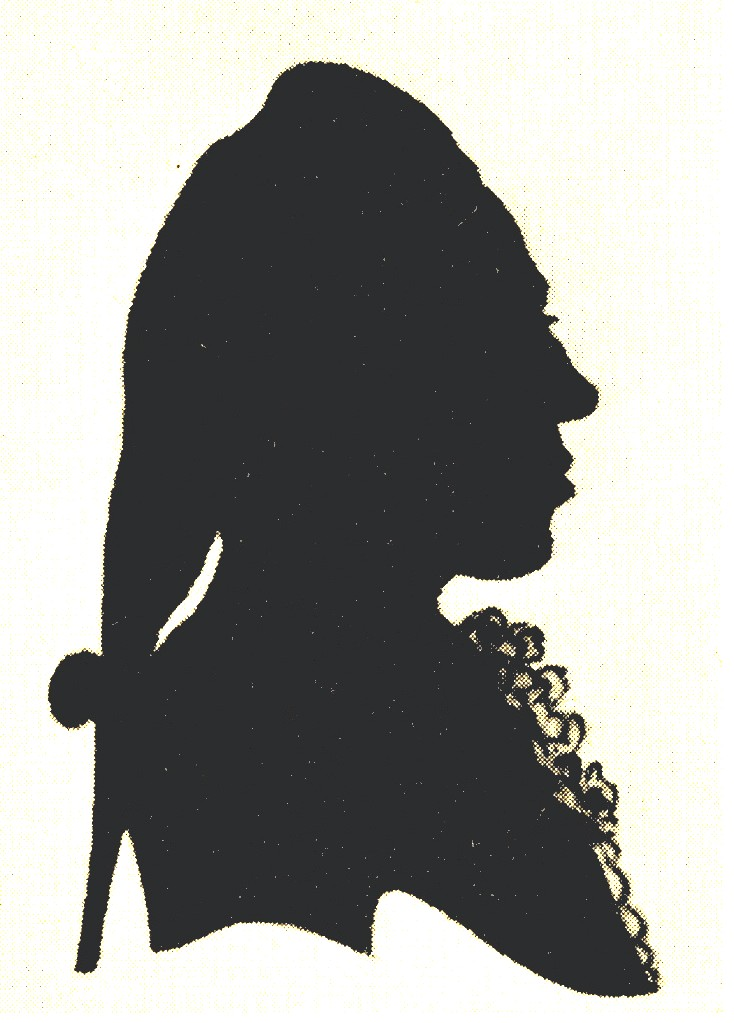
Bürgermeister Schübler

Christian Ludwig Schübler (* 21. März 1754 in Heilbronn; † 4. April 1820 in Stuttgart) war 1802 Bürgermeister von Heilbronn.

## Leben
Er war der Enkel des Heilbronner Bürgermeisters Johannes Schübler (1686–1757) und der Sohn des Heilbronner Ratsherrn Johann Friedrich Schübler (1722–1788) und dessen Gattin Sibille Martha Seelig. Er studierte von 1773 bis 1776 Rechtswissenschaft an den Universitäten Jena und Erlangen. Von 1777 an war er zweiter, von 1781 bis 1783 erster Archivar im Heilbronner Stadtarchiv. Er gehörte ab 1783 dem kleinen, inneren Patrizierrat der Reichsstadt an, war ab 1795 Steuerherr und wurde 1802 Bürgermeister. Schübler hatte außerdem zahlreiche weitere Ämter inne. Er war Vogt zu Neckargartach, Seemeister, Visitator der Apotheken, Scholarch und Schauer über Gold- und Silberproben sowie Ob- und Handwerksherr bei den Bäckern, Glasern, Rotgerbern und Seifensiedern.
Schübler galt als das Universalgenie des damaligen Heilbronn. Er beschäftigte sich mit Mathematik, Astronomie, Musik und Literatur und veröffentlichte zahlreiche Werke, darunter Schriften über Algebra, Mathematik und Geometrie. Weiterhin veröffentlichte er ein Drama, einen Roman und ein Gedicht. Friedrich Schiller war während seiner Aufenthalte in Heilbronn regelmäßiger Gast in der Lesegesellschaft Schüblers und nutzte die umfangreiche Bibliothek des Heilbronners. Im zweiten Teil von Schillers Wallenstein-Trilogie (Die Piccolomini) wird unter Anleitung von Wallensteins Astrologen Seni ein Turmzimmer für ein Chaldäisches Orakel (Versammlung nach abergläubischen Regeln) vorbereitet, dessen Einrichtung der des Arbeitszimmer Schüblers gleichen soll. Schübler soll gar Vorbild für die Figur des Seni gewesen sein.
Beim Übergang Heilbronns an Württemberg 1802 verloren die Heilbronner Patrizier die Vormachtstellung in der Stadt, deren Rat und Bürgermeister künftig dem württembergischen König unterstanden. Schübler wechselte, der Aussicht auf einen weiteren Posten in Heilbronn beraubt, zunächst 1803 als Regierungsrat nach Ellwangen und 1806 nach Stuttgart, wo er württembergischer Oberregierungsrat wurde.
Schübler war seit 1789 mit der Heilbronner Kaufmannstochter Margarethe Friederike Mertz (1765–1806) verheiratet. Der Ehe entstammten fünf Kinder, darunter der Botaniker Gustav Schübler (1787–1834) und der württembergische Bergrat und Münzwardein Valentin von Schübler (1794–1862).

## Schriften (Auswahl)
- Raesonnements über wichtige Anwendungen der Algeber in Geometrie und Trigonometrie (1788)
- Versuch, der Einrichtung unseres Erkenntnisvermögens durch Algeber nachzuspüren (1789)
- Revision der vorzüglichen Schwierigkeiten in der Lehre von der Elektrizität (1789)
- Über die Verschiedenheit der Tonleitern bey blasenden und bey Saiten-Instrumenten (1792)
- Über große und kleine Irrungen in Vergleichung deutscher Fruchtmaase (1792)
- Durch Vereinigung zu einerley Maaß und Gewicht durch Europa (1792)
- Betrachtungen über den Conusschnitt der Hyperbel, analytisch und geometrisch ausgeführt (1793)